# Claude De Burie
Claude De Burie (Waregem, 23 januari 1968) is een Vlaams acteur.
In Nederland werd hij vooral bekend door zijn rol als dokter Peer in de soapserie Goede tijden, slechte tijden. Verder speelde hij in het zesde seizoen van Kees & Co de rol van Michel. Hij is hier nooit in beeld verschenen, hij was alleen te horen via de intercom bij eetcafe Smulders, waar Kees in de serie een tijd gewerkt heeft.

## Filmografie
- Wittekerke (1993-1995) - Chris Deleu / aflevering 1-126
- Goede tijden, slechte tijden (1997) - Peer van Maes
- Engeltjes (1999) - directeur
- Recht op Recht (2001) - Jimmy Van Heusden
- Kees & Co (2002) - Michel (stem)
- Aspe (2004) - Jacobus Mestdagh
- Zone Stad (2007) - Verwerft (zoon) / seizoen 3, aflevering 10
- Vermist (2008) - schooldirecteur
- Thuis (2011) - Serge
- De Kroongetuigen (2016) - Agent - De schrik van de Kempen